# Excalibur Hotel and Casino
L'Excalibur Hotel and Casino è un albergo con casinò situato al 3850 della Las Vegas Boulevard South, vale a dire la Las Vegas Strip a Las Vegas (Nevada); fa parte della catena MGM Mirage di proprietà del magnate multimiliardario Kirk Kerkorian.
È considerato uno degli hotel più belli del mondo per via del suo tema portante (moltissimi resort di Las Vegas sono strutturati su un tema portante a cui è dedicato l'edificio) basato su Re Artù, Camelot e il mondo fantasy del medioevo in generale.
Si trova all'incrocio di Las Vegas Boulevard con Tropicana Avenue. È collegato tramite un tram privato ad alcune delle altre proprietà della stessa azienda (il Luxor Hotel e il Mandalay Bay Resort and Casino) ed è inoltre possibile passare camminando da una di queste tre proprietà all'altra senza dover uscire in strada.

## Storia
L'Excalibur ha aperto i battenti il 19 giugno 1990, costruito dal Circus Circus, all'epoca della sua apertura era senza dubbio uno dei più originali, innovativi e moderni resort di Las Vegas, e lo rimane tuttora, inoltre fu costruito con l'intento di attirare l'attenzione non solo degli adulti ma anche dei bambini grazie a spettacoli, piscine e attrazioni incentrate sul mondo di Mago Merlino e di Re Artù.
Nel febbraio 2003 venne evacuato per una minaccia d'incendio; circa un mese dopo, il 21 marzo 2003, in questo albergo venne vinto il più grande jackpot della storia di Las Vegas (la cifra record fu di 39.713.982,25 dollari).
Il 26 aprile 2005 tutte le proprietà del Mandalay Resort Group, tra cui anche l'Excalibur, vennero acquistate dalla compagnia rivale MGM Mirage.

## Caratteristiche
L'albergo ha 4.008 stanze e la superficie da gioco del casinò è di circa 9.290 m².
I ristoranti dell'albergo hanno quasi tutti nomi che ricordano il tema portante dell'albergo: Roundtable Buffet, Sir Galahad's Prime Cuts, The Steakhouse of Camelot e Regale's Italian eatery, esistono anche il Sherwood Forest Cafe.
All'interno dell'edificio si può assistere ad uno show chiamato "Tournament of Kings" che riprende storie medievali e riproduce giostre e duelli.
Per alcuni anni vicino all'ingresso era possibile vedere uno spettacolo in cui i protagonisti erano Merlino e un drago impegnati in un duello, ora questa attrazione non esiste più.
A differenza del vicino Mandalay Bay Resort and Casino l'Excalibur non ha mai ospitato incontri di pugilato di un certo livello.
All'interno della struttura esiste una cappella in cui è possibile sposarsi, e l'albergo offre anche la possibilità di celebrare un matrimonio in stile medievale.